# Dioptopsis sardous
Dioptopsis sardous är en tvåvingeart som beskrevs av Peter Zwick 1968. Dioptopsis sardous ingår i släktet Dioptopsis och familjen Blephariceridae. Inga underarter finns listade i Catalogue of Life.